# Freddie Redd

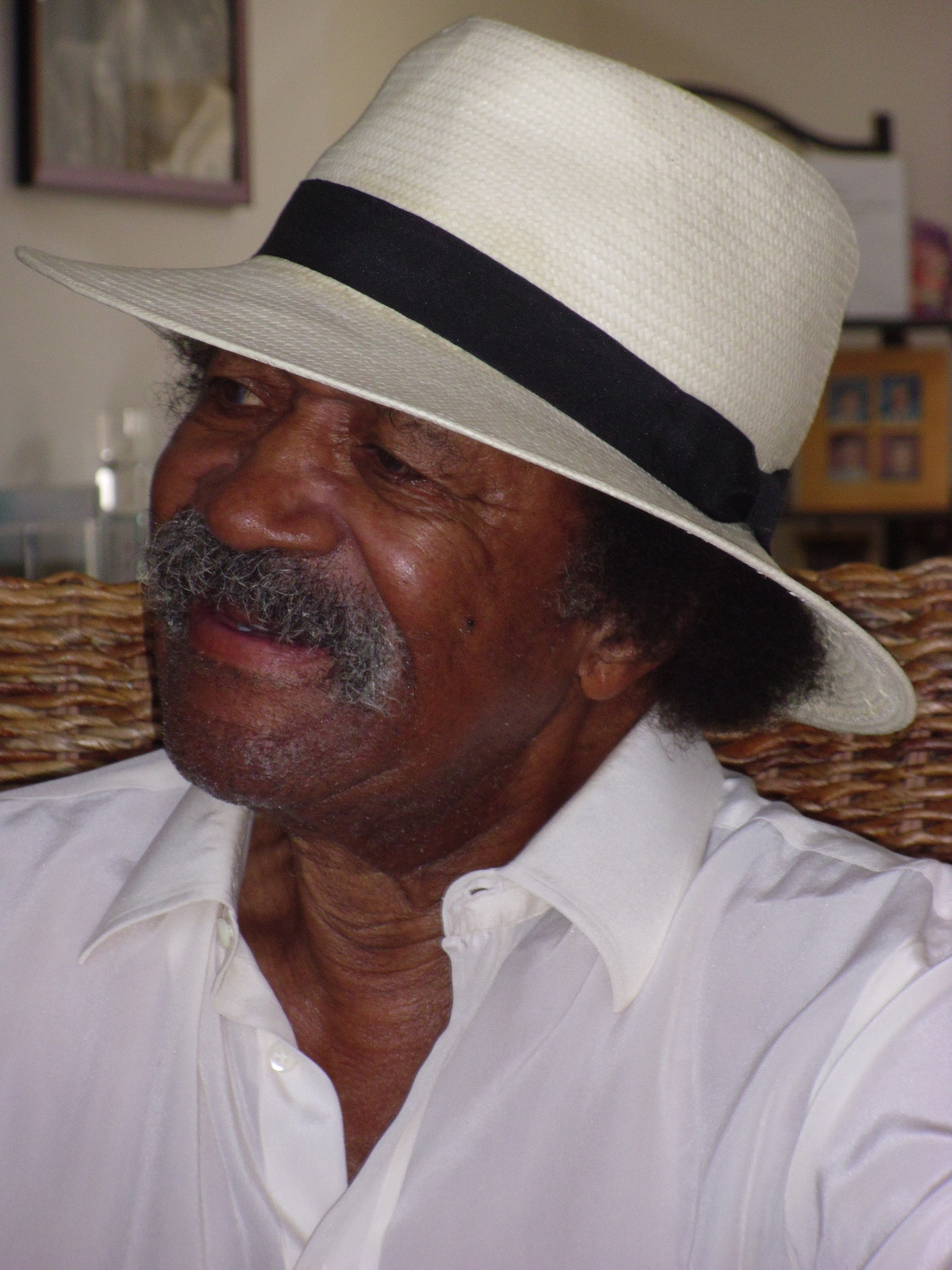
Freddie Redd (2013)

Freddie Redd (* 29. Mai 1928 in New York City; † 17. März 2021 in Baltimore) war  ein US-amerikanischer Jazz-Pianist und Komponist des Hardbop. Er spielte u. a. mit Jackie McLean und Art Farmer.

## Leben und Wirken
Freddie Redd wurde 1949 Berufsmusiker und spielte zunächst mit Tiny Grimes and His Rockin’ Highlanders (mit dem 1950 erste Aufnahmen entstanden), mit Frank Culley, Cootie Williams und Oscar Pettiford 1953, mit Charlie Singleton, Joe Roland und Art Blakey 1954. Erste eigene Aufnahmen entstanden 1957 für Savoy Records. 1959 schrieb er die Musik zu Jack Gelbers Theaterstück The Connection, bei dessen Uraufführung Redd mit seinem Quartett (zu dem auch der Saxophonist Jackie McLean gehörte) mitwirkte. Außerdem machte Freddie Redd Plattenaufnahmen mit Albert Ammons, Rolf Ericson, Tiny Grimes, Art Farmer, Tommy Potter sowie Joe Roland und spielte mehrere Alben unter eigenem Namen ein. Wegen mangelndem ökonomischen Erfolg ging er nach Europa und kehrte erst 1974 in die USA zurück. 1988 versuchte er ein Comeback mit Aufnahmen in einem Restaurant in San Francisco. Freddie Redd ist derzeit weniger als Musiker denn als Komponist des Hardbop in Erinnerung; seine Kompositionen Melanie und Blues Blues Blues wurden von John Zorn, Bill Frisell und George Lewis 1987 neu interpretiert (News For Lulu).

## Diskografische Hinweise

### Aufnahmen unter eigenem Namen
- 1955 – Piano – East/West (Savoy),[2] mit Jon Ore (b) und Ron Jefferson (dr)
- 1957 – San Francisco Suite for Jazz Trio (OJC), mit George Tucker (b), Al Dreares (dr)
- 1960 – The Music from The Connection (Blue Note Records), mit Jackie McLean, Michael Mattos (b), Larry Ritchie (dr)
- 1961 – Shades of Redd (Blue Note), mit Jackie McLean, Tina Brooks, Paul Chambers, Louis Hayes
- 1971 – Under Paris Skies (Futura) Didier Levallet (b), Didier Carlier (dr)
- 1988 – Live at the Studio Grill (Troika), mit Al McKibbon (b), Billy Higgins (dr)
- 1989 – Lonely City (Uptown) mit Don Sickler, Clarence Sharpe, Clifford Jordan, Gerry Cappuccio, George Duvivier, Ben Riley
- 1990 – Everybody Loves a Winner (Milestone), mit Curtis Peagler (as), Teddy Edwards (ts), Phil Ranekin (tb), Bill Langlois (b), Larry Hancock (dr)
- 2015 – Music for You (SteepleChase)
- 2016 – With Due Respect (SteepleChase)
- 2021 – Reminiscing (rec. 2013), mit Brad Linde, Michael Formanek, Matt Wilson, Sarah Hughes, Brian Settles[3]
- 2021 – Butch Warren & Freddie Redd: Baltimore Jazz Loft (rec. 2013), mit Matt Wilson, Brad Linde

### Als Sideman
- Albert Ammons: All Star Sessions (OJC, 1955)
- Rolf Ericson: Rolf Ericson & The American All Stars (Dragon, 1956)
- Art Farmer: When Farmer Meets Gryce (OJC, 1955)
- Tiny Grimes: The Complete 1950-1954, Vol. 3-5 (Blue Moon)

### Kompilationen
- The Complete Blue Note Recordings of Freddie Redd (1960–61). Mosaic, 1989 – 3 LPs oder 2 CDs mit Jackie McLean, Michael Mattos b, Larry Ritchie dm, Tina Brooks, Paul Chambers, Louis Hayes, Benny Bailey, Sir John Godfrey dm

## Lexikalischer Eintrag
- Richard Cook, Brian Morton: The Penguin Guide to Jazz on CD. 6. Auflage. Penguin, London 2002, ISBN 0-14-051521-6.